# Projet Minaret
Le projet Minaret était une activité de renseignement exécutée par la National Security Agency (NSA). 

## Histoire
Du début des années 1960 à 1973, la NSA intercepta et dissémina des communications internationales de citoyens ou groupes américains sur la base de listes de noms à surveiller (watch lists). En 1967, du fait d'une inquiétude générale à propos des troubles et manifestations contre la guerre du Viêt Nam , le département de la Défense obtint l'extension des listes de noms. En 1969, le programme de ces listes fut formalisé sous le nom de code Minaret. « Les messages interceptés étaient transmis au FBI, à la CIA, au Secret Service, au Bureau des narcotiques et des drogues dangereuses (BNDD) et au département de la Défense. » En septembre 1973, le nouveau directeur de la NSA Lew Allen exprima des inquiétudes à propos de ce projet, et suspendit la dissémination des messages. 
L'arrêt Keith de 1972 publié par la Cour suprême des États-Unis devint sujet à controverse car, bien que la cour a confirmé que le gouvernement fédéral avait l'autorité pour protéger le pays d'activités subversives et de l'anarchie, elle n'a pas interdit l'écoute électronique domestique par le gouvernement.
En mai 1975, des membres du Congrès des États-Unis commencèrent à analyser et à dénoncer les activités du projet Minaret et mirent sur pied une commission d'enquête sénatoriale. Le directeur de la NSA, Lew Allen, affirma devant l’United States Senate Select Committee on Intelligence en 1975 que la NSA avait émis plus de 3 900 rapports sur les citoyens américains de la liste.
L'une des conséquences de l'enquête sénatoriale fut l'entrée en vigueur, en 1978, du Foreign Intelligence Surveillance Act (FISA), loi qui limitait les pouvoirs de la NSA et qui mit en place un système de mandats et de révisions judiciaires. La NSA mit aussi en vigueur un « garde-fou », la U.S. Signal Intelligence Directive 18 (USSID 18), un ensemble de procédures internes qui fut initialement publié en 1980 et mis à jour en 1993. La USSID 18 fut la ligne directrice pour la manipulation du SIGINT, amassées par erreur et sans mandat, sur les citoyens américains avant l'arrivée de l'administration de George W. Bush. L'interprétation de la FISA et des principes de la USSID 18 par l'administration Bush conclut que la branche exécutive du gouvernement fédéral américain détenait l'autorité suffisante pour ordonner une surveillance sans mandat, ce qui semble une violation apparente des intentions de la FISA.

### Traductions de
1. ↑  (en) « Intercepted messages were disseminated to the FBI, CIA, Secret Service, Bureau of Narcotics and Dangerous Drugs (BNDD), and the Department of Defense. »